# Ponte Garibaldi (Roma)
Ponte Garibaldi è un ponte che collega il lungotevere De' Cenci a piazza Giuseppe Gioachino Belli, a Roma, nei rioni Regola e Trastevere.

## Descrizione
Progettato dall'ing. Angelo Vescovali, fu costruito tra il 1884 e il 1888 e dedicato a Giuseppe Garibaldi, eroe dei due mondi e uno degli artefici dell'unità d'Italia. Era concepito per favorire l'espansione urbana verso Trastevere.
Il ponte fu allargato tra il 1955 ed il 1957, su progetto strutturale di Giulio Krall; le due campate metalliche originarie, poggiate su un pilone centrale e su due pile minori rivestite in travertino, vennero ricostruite in cemento armato.
Il ponte è lungo circa 120 metri. A livello del fiume, il pilone centrale è collegato all'Isola Tiberina tramite una banchina artificiale.

## Trasporti
Il ponte è percorso dal tram 8 e dagli autobus H, 780 e 781.